# Walckenaeria alticeps
Walckenaeria alticeps là một loài nhện trong họ Linyphiidae. Chúng được J. Denis miêu tả năm 1952.